# Bernac-Dessus
Bernac-Dessus är en kommun i departementet Hautes-Pyrénées i regionen Occitanien i sydvästra Frankrike. Kommunen ligger i kantonen Séméac som tillhör arrondissementet Tarbes. År 2022 hade Bernac-Dessus 283 invånare.

## Befolkningsutveckling
Antalet invånare i kommunen Bernac-Dessus
| Referens: INSEE |